# 奧卡漢賈
奧卡漢賈是非洲西南部國家納米比亞的城鎮，由奧喬宗朱帕區負責管轄，位於首都温得和克以北約70公里，是埃托沙國家公園的入口處，海拔高度1,650，2009年人口約24,300。